# Муртен
Му́ртен (нім. Murten) або Мора́ (фр. Morat) — місто у Швейцарії в кантоні Фрібур, округ Зее.

## Географія
Місто розташоване на відстані близько 26 км на захід від Берна, 15 км на північ від Фрібура.
Муртен має площу 24,7 км², з яких на 14,2% дозволяється будівництво (житлове та будівництво доріг), 59,7% використовуються в сільськогосподарських цілях, 25,8% зайнято лісами, 0,2% не є продуктивними (річки, льодовики або гори).

## Демографія
2019 року в місті мешкало 8259 осіб (+7,3% порівняно з 2010 роком), іноземців було 20%. Густота населення становила 334 осіб/км².
За віковим діапазоном населення розподілялося таким чином: 20,6% — особи молодші 20 років, 59,8% — особи у віці 20—64 років, 19,6% — особи у віці 65 років та старші. Було 3591 помешкань (у середньому 2,3 особи в помешканні).
Із загальної кількості 4738 працюючих 213 було зайнятих у первинному секторі, 1345 — в обробній промисловості, 3180 — в галузі послуг.